# Von Preutz
von Preutz var en svensk ätt som adlades 28 augusti 1678 och introducerades 1680 vid riddarhuset som nummer 935. Niklas Preuss (1639–1696) adlades von Preutz och han var son till justitieborgmästaren Hans Larsson Preuss och Margareta Bröms i Nyköping. Ätten dog ut 9 februari 1701. Den hade gemensamt ursprung med adliga ätten Ehrenpreus.